# Ming (musling)
 For alternative betydninger, se Ming. (Se også artikler, som begynder med Ming)
Ming (ca. 1498/1499-2006), også kendt som Hafrún, var en molboøsters (Arctica islandica, familie: Arcticidae), der har rekorden som verdens længstlevende kendte dyr. Den var 507 år gammel, da den blev trukket op af havet med vod ud for Islands kyst i 2006.
Mings alder blev beregnet ved at tælle årringe (årlige vækstlinjer) i skallen. Ming er det ældste kendte individuelle (ikke-koloniale) dyr nogensinde, hvis alder har kunnet bestemmes præcist.
Man troede først, at den var 405 år, men kom senere frem til alderen 507 år, selvom muslingen blev dræbt i forsøget på at fastslå dens alder. Mings størrelse var 87 × 73 mm.

## Navne
Muslingen blev oprindeligt navngivet Ming af journalister fra Sunday Times med henvisning til Ming-dynastiet i Kina, hvor den blev født. Senere kaldte de islandske forskere på skibet, der opdagede muslingen, den for Hafrún, et pigenavn, som kan oversættes som "havets mysterium", da det er taget fra haf, "havet" og rún, "mysterium". Muslingens faktiske køn er imidlertid ukendt, da dens kønsorganer blev registreret som "udtjente".

## Oprindelig opdagelse
Muslingen blev fanget ud for Islands nordkyst i 2006. I 2007 kom man ved at tælle de årlige vækstbånd på skallens inderside ved hængselområdet frem til, at den var 405 år gammel. Undersøgelsen blev udført af forskere fra Bangor Universitet i Wales. Muslingen døde imidlertid under processen, da forskerne - uden at være opmærksomme på dyrets ekstraordinært høje alder - frøs muslingen ned og derved dræbte den.
Professor Richardson sagde, at eksistensen af sådanne langtlevende arter kunne hjælpe forskere med at opdage, hvordan nogle dyr når sådan en avanceret alder.

## Revision af aldersskøn
I 2013 blev en anden vurdering af muslingens alder foretaget ved at tælle årringene, der nu blev målt på skallens overflade, og dette blev verificeret ved at sammenligne båndenes mønstre med tilsvarende på andre skaldyr, der levede på samme tid; dette bekræftede, at muslingen var 507 år gammel, da den blev fanget. Det reviderede aldersskøn er også blevet bekræftet af kulstof 14-datering; marinebiolog Rob Witbaard, der har forsket i molboøsters i over 30 år, har udtalt, at han anser denne anden vurdering for nøjagtig inden for et interval på 1-2 år.